# Lijiang
Lijiang, tidigare stavat Likiang, är en stad på prefekturnivå i provinsen Yunnan i sydvästra Kina. Den ligger omkring 290 kilometer nordväst om provinshuvudstaden Kunming.
Staden har en historia som sträcker sig mer än 800 år bakåt och är berömt för sitt välordnade system av kanaler och broar. Staden kallas ibland "Österns Venedig". Den gamla staden i Lijiang skiljer sig från andra ålderdomliga kinesiska städer genom sin arkitektur, historia och de ursprungliga invånarna, folkgruppen nakhis, kultur.
1997 sattes Lijiang upp på Unescos Världsarvslista. Sedan dess har Lijiangs turism exploderat och folk från hela världen väller in. På grund av den enorma kommersialiseringen har Världsarvskommittén börjat överväga att ta bort Lijiang från listan.

## Administrativ indelning
Lijiang har en yta som är något mindre än Västernorrlands län och består till 95 procent av landsbygd, som är indelad i två härad och två autonoma härad. Den egentliga staden Lijiang utgörs av stadsdistriktet Gucheng, vilket betyder "gamla staden".
- Stadsdistriktet Gucheng ("Gamla staden", 古城区), 1 127 km², 140 000 invånare (2002),
- Häradet Yongsheng (永胜县), 5 099 km², 380 000 invånare (2002),
- Häradet Huaping (华坪县), 2 266 km², 150 000 invånare (2002),
- Det autonoma häradet Yulong för nakhi-folket (玉龙纳西族自治县), 6 521 km², 210 000 invånare (2002),
- Det autonoma häradet Ninglang för yi-folket (宁蒗彝族自治县), 6 206 km², 230 000 invånare (2002).

## Klimat
Genomsnittlig årsnederbörd är 1 116 millimeter. Den regnigaste månaden är juli, med i genomsnitt 378 mm nederbörd, och den torraste är januari, med 2 mm nederbörd.